# A.L.I. Technologies
株式会社A.L.I.Technologies（エーエルアイテクノロジーズ、英: A.L.I.Technologies Inc.）は、エアモビリティの開発や販売などを行っていた日本の企業。米国法人AERWINS Technologies Inc.の完全子会社、日本における現地法人。2023年12月に東京地裁に自己破産申立、2024年1月10日に東京地裁は破産手続き開始を決定した。

## 沿革
東京大学航空宇宙工学専攻の出身者達がドローンの開発企業を創業。2017年2月、小松周平が、再建のため、債務超過に陥っていたこのドローンの事業を買収し、新規にエアモビリティ事業、ドローンサービス事業、分散コンピューティング事業の会社を設立、代表取締役に就任。社名は株式会社エアリアルラボ。エンジェル投資家の千葉功太郎、島田亨から出資金を獲得し、自身も自己資金を追加投資、2017年7月11日に東京都港区元麻布に本社を移転後、エアモビリティの研究を開始した。また、同時期にドローン物流のハードウェアを開発する株式会社エアロネクストを創業(後に担当役員によってMBO)、他にもドローン関連では株式会社liberawareや株式会社トラジェクトリーへの出資やITエンジニア会社の買収などドローン関連技術研究のために多角的に行った。
2018年1月1日、株式会社Aerial Lab Industriesに社名変更。
2018年7月1日、コンサルティングファームのYCP Japanの代表取締役だった片野大輔が代表取締役COOに就任した。
同社は研究開発によって生まれた周辺技術を事業化。ドローンサービス、CO2排出量算出・可視化クラウドサービス「zeroboard（ゼロボード）」、多目的産業向けのShared Computingサービスを開始（後にゼロボードは同社役員によってMBO）。
2019年1月1日、株式会社A.L.I.Technologiesに社名変更。同社はドローン事業を黒字化し、連結決算は国内のエアモビリティ・ドローン会社としては最大規模となった。またこの時期に大規模な資金調達を実施した。
2019年9月12日、GPU EATERを開発する米Pegara, Inc.に出資。
2020年4月1日、小松周平が代表取締役会長、片野大輔が代表取締役社長に就任。CEOが会長に、COOが社長に変更になった。
エアモビリティからドローンまで一括管理するクラウド型管制システム”コスモス”の開発に着手。国土交通省の「PLATEAU」プロジェクトと連携した航行実験を行った。
2021年10月26日、世界初の実用型ホバーバイク 「XTURISMO Limited Edition」を発表した。価格は7,770万円。仮面ライダーリバイスのライダーバイクに採用された。
2022年10月、米デトロイトモーターショーでテスト走行を行っている。
2022年6月、小松周平がAERWINS Technologies Incを設立しChairman & CEOに就任。
2022年9月、AERWINS社はA.L.I.社を株式交換にて子会社化し、日本の現地法人とする。
2022年10月、小松周平が株式会社A.L.I.Technologies の代表取締役を辞任。片野大輔1名の代表体制となる。
2023年2月6日、日本では初となる、米投資会社PONO CapitalとのDe-SPAC契約によって米国法人AERWINS Technologies Inc.が米証券取引所NASDAQに上場した。
PONO Capital Corpは伊東大地という人物を米AERWINS社のCEOに任命。日本法人であるA.L.I.Technologies社の代表取締役にも就任させた。
創業者の小松周平はPONO Capital Corpとの対立から退任に追い込まれ、上場後まもなくして辞任した。
その直後から、同社はこれまでの勢いを急速に失って行った。
千葉功太郎とDustin Shindoは同メディアに対し、De-SPACまでの両社の取締役会議論や手続きには問題はなかった、結果的に創業者を退任に追い込んでしまった後の新経営体制から混乱が生じたと同工異曲に回答している。
2023年3月、上場前よりアナウンスされていたUAE政府向け販売パフォーマンスを実施。G42企業グループであるBayanat社と共に行った。
当時社外取締役を務めていた山田希彦によると、XTURISMOは浮上して移動はできるものの、伊東CEOによる役員陣やメディアへの説明とは異なり、実用に耐える製品としてはまだ未完成であり、上述のUAEでのデモンストレーション演出は顧客を満足させるものとはいえなかったため本格的な受注にはつながらなかった上、株主に説明していた資金調達も計画通りに行わなかった故に自転車操業に陥っていったという。
そんな中、急遽資金調達に関する話が取締役会に掛けられ承認されたが、山田が契約書にサインをする前に詳細に読み込んでみると、取締役会では伊東から説明されなかった「経営に響きかねない重大なデメリット」が書かれており、それを伊東に追及したが「ノータイム、ノーチョイス」と押し切られたという。
また、繰り返し行われていた伊東のガバナンス逸脱行為は取締役会での指摘後も改善が見られなかったと述べた 。
元広報担当者も「新しいトップとなった伊東大地がUAEで危険な飛行パフォーマンスを現場に無理強いさせていた」と述べている。
その後も伊東はメディアインタビューで3億ドルの資金調達を企画している、投資家の目処はついている、UAEが製品を購入するなどの発言を繰り返したが実現には至らなかった。
5月19日に元メリルリンチのKiran SidhuがChairmanに就任。他2名のIndependent Directorと入れ替わる形で、PONO Capital側のIndependent Directorは解任された。
伊東が行った社員の解雇は不正行為であるとし、7月末には労働基準監督署から是正勧告を受ける事態に陥った。その後、ほとんどの社員が退職し、8月以降は事実上の事業停止状態となっていた。
また、A.L.I.Technologiesが山梨県身延町から2022年5月から借りている拠点に関し、2023年4月以降から2024年度分の賃料など約220万円が未払いのままとなっているという。身延町は2024年1月の臨時町議会で裁判費用に関する議案を提出し可決。準備が整い次第、同社に対し賃料の請求や校舎の明け渡しを求める訴訟を提起する方針を固めていたが、後述の通り同社が破産を申請し、手続きが開始されたため、一旦提訴は見送ることとなった。
2023年12月27日に東京地方裁判所へ破産申請を行い、2024年1月10日に破産手続き開始が決定した。負債総額は11億6751万円。
A.L.I.社破産申請の1週間前の2023年12月27日に親会社である米AERWINS社は、伊東大地を解任し、Kiran ShidhuをCEOに任命した。
米AERWINS社の発表によると閉鎖されたのは子会社の日本法人であるドローンサービス事業を主とするA.L.I.社であり、エアモビリティ事業を行っているのは米AERWINS社である。
何名かの元従業員や米AERWINS社の株主は、トップが伊東大地に代わってからの転落が速い事を目の当たりにしたという感想をメディアインタビューで述べている 。
同社は2024年6月にOTC市場へ鞍替えとなった。

## 受賞歴
- 2019年 Forbes JAPAN Startup TOP20
- 2020年 Deloitte Technology FAST50
- 2022年 リアルテック・ベンチャー・オブザイヤー（グロース部門）